# Tall Anbar
Tall Anbar – wieś w Syrii, w muhafazie Aleppo, w dystrykcie As-Safira. W 2004 roku liczyła 515 mieszkańców.